# Pont Bochet
Pour les articles homonymes, voir Bochet.
Le pont Bochet est un pont routier et piéton sur la Seymaz, situé dans le canton de Genève et marque un quadripoint entre des communes du canton à savoir, sur la rive droite, Choulex en amont et Vandœuvres en aval et, sur la rive gauche, Puplinge en amont et Thônex en aval.

## Localisation
Le pont de Bochet est le troisième pont le plus en amont de la Seymaz. Il marque la frontière entre les deux zones principales de la Seymaz, la zone rurale en amont d'environ 9 kilomètres et la zone urbaine en aval d'environ 6 kilomètres. La partie de la rivière entre le pont Bochet et le pont Ladame a été renaturalisé dans les années 1980 alors que la partie en amont, allant du pont de Chevrier jusqu'au pont Bochet, est canalisée. Au pont Bochet se trouve la seule station cantonale de mesures hydrologiques sur la Seymaz.

## Histoire
Le pont Bochet est probablement le premier pont fixe construit sur la Seymaz. Il fait partie de la route traversant l'Arve par le pont de Sierne et créée par le comté de Savoie afin de transporter les marchandises, et notamment le sel, jusqu'au lac Léman en évitant de passer par Genève et d'y payer des taxes. Le pont, alors en bois, est une copropriété des communes de Choulex, de Presinge et de Vandœuvres. Il est mentionné sur la carte de Cassini sous le nom de Pont brochet.
Le nom de Bochet viendrait du latin « boschetum » qui signifie bosquet ou buisson, soit du patois « bochet » qui signifie bouc. Lors du traité de Turin de 1754 entre Genève et le duché de Savoie, le pont est cité comme partie de la nouvelle frontière.

## Sources
1. ↑  Grand Conseil de l'État de Genève, « PL 7852 » (consulté le 2 octobre 2007)
2. ↑  Département de l'intérieur, de l'agriculture et de l'environnement, « La Seymaz, fiche-rivière no 10 » (consulté le 2 octobre 2007)
3. ↑  Pascal Déruaz, « HISTOIRE - Cholex » (consulté le 2 octobre 2007)
4. ↑  Henry Suter, « Noms de lieux de Suisse romande, Savoie et environs » (consulté le 2 octobre 2007)
5. ↑  Archives d'Etat, « 21. Le traité de Turin, 1754 » (consulté le 2 octobre 2007)